# Guheswaria colorata
Guheswaria colorata är en insektsart som beskrevs av Irena Dworakowska 1994. Guheswaria colorata ingår i släktet Guheswaria och familjen dvärgstritar. Inga underarter finns listade i Catalogue of Life.